# IC 1525
 IC 1525 ist eine  Balken-Spiralgalaxie und Ringgalaxie vom Hubble-Typ SBb im Sternbild Andromeda am Nordsternhimmel. Sie ist schätzungsweise 233 Millionen Lichtjahre von der Milchstraße entfernt und hat einen Durchmesser von etwa 130.000 Lichtjahren.
Die Galaxie ist Mitglied der Galaxiengruppe WBL 729, einer Gruppe von gravitativ aneinander gebundenen Galaxien mit einer durchschnittlichen Radialgeschwindigkeit von etwa 5020 km/s. Dieser Gruppe gehören außerdem noch PGC 2, PGC 18, PGC 676 und PGC 73195 an.
Die Supernovae SN 1998cu (Typ II) und SN 2009es (Typ IIP) wurden hier beobachtet.
Das Objekt wurde am 19. August 1887 vom US-amerikanischen Astronomen Lewis Swift entdeckt.

## IC 1525-Gruppe (LGG 485)
| Galaxie | Alternativname | Entfernung/Mio. Lj |
| ------- | -------------- | ------------------ |
| PGC 676 | UGC 85         | 239                |
| IC 1525 | PGC 73150      | 233                |
| PGC 2   | UGC 12889      | 233                |